# James Trefil
James Trefil (n. 10 de septiembre de 1938, es un físico y escritor científico nacido en Chicago, Estados Unidos, autor de más de 30 libros. 
En 1960 se licenció en Letras por la Universidad de Illinois. Se doctoró en Física por la Universidad Stanford en 1966, y en ese mismo año trabaja como investigador becado en el Centro del Acelerador Lineal de esa misma universidad y en el Consejo Europeo para la Investigación Nuclear (CERN) en Ginebra. En 1975 fue nombrado profesor titular de Física. Es catedrático de Física en la Universidad George Mason desde 1987.
En 2000 recibió el Premio Andrew Gemant del American Institute of Physics (AIP).

## Obras
- De los átomos a los quarks (From atoms to quarks).
- Colonias en el espacio (Colonies in space).
- ¿Estamos solos? (Are we alone?). En colaboración con Robert T. Rood.
- El momento de la creación (The moment of Creation).
- El panorama inesperado (The unexpected vista).
- Meditaciones al atardecer (Meditations at sunset).
- Un científico a la orilla del mar (A scientists at the shoresea).
- La cara oculta del universo (The dark side of the universe).
- Leyendo la mente de Dios (Reading the mind of God).
- 1001 cosas que todo el mundo debería saber sobre ciencia (1001 things everyone should know about science).

### Ediciones en español
- Trefil, James S. (1993). La cara oculta del universo. RBA Coleccionables. ISBN 978-84-473-0236-9.

- Trefil, James S. (1994). Un científico a orilla del mar. RBA Coleccionables. ISBN 978-84-473-0420-2.

- Trefil, James S. (1988). De los átomos a los quarks. Salvat Editores. ISBN 978-84-345-8365-8.

- Trefil, James S. (2005). Gestionemos la naturaleza. Antoni Bosch Editor. ISBN 978-84-95348-20-3.

- Trefil, James S. (1997). Mil y una cosas que todo el mundo debería saber sobre ciencia. Círculo de Lectores. ISBN 978-84-226-4927-4.

- Trefil, James S. (1994). El momento de creación: Big Bang... Salvat Editores. ISBN 978-84-345-8921-6.

- Trefil, James S. (1994). El panorama inesperado. Salvat Editores. ISBN 978-84-345-8944-5.

- Hazen, Robert M.; Trefil, James S. (1994). Temas científicos. RBA Coleccionables. ISBN 978-84-473-0260-4.

- Morowitz, Harold J.; Trefil, James S. (1993). La verdad sobre el aborto. Mr Ediciones. ISBN 978-84-270-1822-8.